# فلاديمير دينتس
فلاديمير دينتس (بالإنجليزية: Vladimir Dinets)‏ عالم حيوان ومؤلف معروف بدراساته لسلوك التمساح والعديد من الحيوانات النادرة في الأجزاء النائية من العالم، بالإضافة إلى الكتابات الشعبية باللغتين الروسية والإنجليزية.